# Reichssender Königsberg
"Рейхсендер Кёнигсберг" (Reichsender Königsberg) — рейхсрадиостанция, вещавшая в 1924-1945 гг. Принадлежала Имперскому обществу радиовещания. Её программа звучала в провинции Восточная Пруссия и округе Кёслин провинции Померания на волне 291 метра.

## Программы
- Выпуски новостей в 07.00 и 14.00-14.15;
- Текущие новости, короткие репортажи и прогноз погоды в 13.00-13.15 и 20.00-20.10;
- Текущие новости, репортажи и прогноз погоды в 22.00-22.20;
- Прогноз погоды в 06.03-06.05 и 10.45;
- Программа передач в 13.15
- "Фрюконцерт", также ретранслировалась радиостанциями "Франкфурт", "Гамбург", "Мюнхен", "Бреслау", "Берлин" и "Кёльн", [1]